# عباس (شبراخيت)
قرية عباس، قرية تقع على مساحة 800 فدان تابعة لمركز شبراخيت بمحافظة البحيرة في جمهورية مصر العربية.
اهالي القرية منذ أسرة محمد على باشا، وهم من ضحايا حفر قناة السويس، وفي عهد الخديوى سعيد جاءوا من الشرقية والمنوفية والفيوم لحفر قناة السويس، وفي الطريق أمروهم بالعمل في أرض الخديوي عباس بالسخرة، التي أصبحت أرض القرية فيما بعد، وقاموا باستصلاحها وزراعتها جيلا بعد جيل، حتى وهب الخديوي عباس الأرض إلى خديجة هانم الخازندار التي وهبتها بدورها إلى الأوقاف، ثم ذهبت الأرض إلى الإصلاح الزراعي.